# L'inspector Lavardin
L'inspector Lavardin (títol original en francès L'inspecteur Lavardin) és una pel·lícula francosuïssa dirigida per Claude Chabrol, estrenada el 1986 i doblada al català.

## Argument
El cos nu, amb la paraula «Porc» escrita en vermell sobre el seu cul, del notable Raoul Mons, escriptor catòlic que acaba de fer prohibir una obra teatral blasfema, és trobat en una platja de la Bretanya. Hélène és vídua per segona vegada, ja que el seu primer marit va desaparèixer al mar. Va ser un amor de joventut de l'inspector Lavardin encarregat de la investigació.

## Repartiment
- Jean Poiret: Inspector Jean Lavardin
- Jean-Claude Brialy: Claude Alvarez
- Bernadette Lafont: Hélène Alvarez, vídua Mons
- Jean-Luc Bideau: Max Charnet
- Jacques Dacqmine: Raoul Mons
- Hermine Clair: Véronique Manguin
- Pierre-François Dumeniaud: Marcel Vigouroux
- Florent Gibassier: Francis
- Guy Louret: Buci
- Jean Depussé: Volga
- Marc Adam: Adam
- Michel Dupuy: Frogman
- Serge Feuillet: Priest
- Michel Fontayne: Bouncer
- Philippe Froger: Stage Manager
- Chantal Grebbet: Eve
- Claire Ifrane: Estanquera
- Hervé Lelardoux: 1r home
- Lisa Livane: Dona
- Robert Mazet: Léon
- Guy Parigot: 2n home
- Maurice Regnaut: Pierre Manguin
- Odette Simoneau: Denise